# Скукум, Джим Мейсон
Джим Мейсон Скукум (1855—1916) — канадский индеец племени тагиш. Индейское имя Кхееш [kʰeːʃ], что значит Волк. В 1880-х годах работал на перевале Чилкут. Считается одним из первооткрывателей золота Клондайка. В 1999 году вместе с Джорджем Кармаком, Чарли Доусоном и Робертом Хендерсоном внесён в канадский зал славы старателей. Кроме того, он входит в список исторически значимых личностей Канады.

## Биография
Отец Кхееша, Kaachgaawáa, который был главой клана ворона племени тлинкитов, живущего на берегу Тихого океана, женился на Gus’dutéen из клана волка племени тагиш, живущего во внутренней части материка, чтобы укрепить торговый альянс между племенами. Его родители жили неподалёку от современного поселения Каркросс.
В середине 1880-х годов Кхееш работал на перевале Чилкут, пакуя грузы для европейцев, желающих его преодолеть, а также помогая при переходе перевала. Кхееш обладал большой физической силой и получил прозвище Джим Скукум. На чинукском жаргоне, которым пользовались на перевале, скукум (англ. skookum) означало сильный. Известно, что однажды он вышел победителем из схватки с медведем один на один.
Скукум хорошо знал регион и знал, что, помимо перевала Чилкут, существует другой маршрут через горы, который не контролируется тлинкитами. Он поделился информацией с сыном Уильяма Мура, члена геодезической партии Уильяма Огилви. После того, как они встретились в Дайи в 1887 году, Скукум согласился провести Мура через перевал. Перевал оказался намного более удобным для использования и получил название перевал Уайт. 
На перевале Чилкут Джим познакомился с Джорджем Кармаком. Некоторое время они, вместе с Чарли Доусоном, пробовали искать золото на реке Юкон. Вскоре Кармак женился на сестре Джима, которая получила имя Кейт Кармак. В 1889 году чета Кармаков отправилась искать золото в район реки Форти-майл. Через несколько лет Джим Скукум начал их поиски. Он нашёл их на реке Клондайк, где они устроились ловить рыбу. После встречи с Робертом Хендерсоном они решили посмотреть, есть ли в реке золото. Достоверно неизвестно, кто из них его нашёл. По одной из версий, у команды закончились продукты, и Скукум убил оленя. Обрабатывая его, он подошёл к реке и увидел в ней золота больше, чем на дне лотка, который используют старатели. За три года на своих участках они добыли золота на сумму более 1 миллиона долларов. 
Скукум пытался жить по европейским обычаям, построив большой дом в Каркроссе, но ему было тяжело это делать, кроме того, от него ушла жена. Он пристрастился к алкоголю и, чтобы не спустить состояние, в 1905 году основал фонд. Скукум был очень щедрым и помогал своей многочисленной родне, в частности сестре Кейт, после того как её бросил без денег Джордж Кармак. Он умер дома в Каркроссе после продолжительной болезни.

## Наследие
Перед смертью Скукум составил завещание. Согласно ему, часть денег досталась родственникам покойного, а остальные были направлены в специально созданный Фонд медицинской помощи индейцам Юкона. Скукум доверил следить за Фондом комиссару Юкона и его архиепископу. Фонд существует и работает до сих пор.